# 大博考河
50°30′55″N 12°37′33″E / 50.5153°N 12.6258°E
大博考河是德國的河流，位於該國東部薩克森自由州，屬於茨維考穆爾德河的右支流，河道全長14公里，河口處在艾本施托克附近。